# إلين يوهانسون (لاعبة تايكوندو)
إلين يوهانسون (بالسويدية: Elin Johansson) هي لاعبة تايكوندو سويدية، ولدت في 5 أغسطس 1990 في سكيلفتيا في السويد.

## وصلات خارجية
- إلين يوهانسون على موقع TaekwondoData.com (الإنجليزية)
- إلين يوهانسون على موقع أوليمبيديا (الإنجليزية)
- إلين يوهانسون على موقع اللجنة الأولمبية السويدية (السويدية)